# 複都制
複都制，是指一个国家设置两个以上的首都的制度。拥有广阔的领土的国家很多采用複都制，拥有两个首都的常被称为「两都制」或「两京制」。（相对的，只设一个都城的叫做「单都制」）。另外，也包括把首都功能分别发放到多个城市的制度。关于现代意义上的複都制，请参考首都#特殊情況。
在中央集权国家的複都制，皇帝常驻的京或都常被称为「上京」、「上都」、「皇都」、「京师」、「正都」等，其他的都叫「陪都」。但是，「陪都」的概念在西方文化中并不存在，无对应的西方词汇，此为东方特有的概念（陪都制）。日本历史上所说的難波遷都等，正确的解释是天皇的陪都巡守或是皇都升格，与迁都不同。
当皇帝在行在而不在正都时，国政由其他人代理，在权限限制的基础上由太子代理被称为「太子监国制」，由信赖的大臣代理被称为「留守官制」。

## 罗马帝国的複都制
公元3世紀後半叶，罗马帝国由正帝和副帝分治，戴克里先皇帝的時代，帝国分为東西两部分，两人为正帝、两人为副帝的四帝共治制因此出现。这四个首都是尼科米底亞（今伊兹密特）、色米姆、梅蒂奧拉努（今米兰）、奥古斯塔·温德利科伦，罗马因此失去了它的首都機能，只是名义上的帝国的首都。此後，西方正帝君士坦丁一世将帝国統一，在東都建立新的首都君士坦丁堡。
395年，東帝狄奧多西一世（西帝为形式上的次子霍诺里乌斯）死後，長子阿卡狄奧斯为東帝，他将都城设置在东方的君士坦丁堡与西方的梅蒂奥拉努（後迁都至拉文納）。公元4世纪，罗马帝国东西分治的现象已经较为明显，当时常使用「西边的皇帝」、「西边的领土」这样的称呼，而不使用「西罗马帝国」。

## 中国的複都制
中國由秦朝至唐朝在中原地方建立的大一統的皇朝近一千二百多年間，長安與洛陽長期交互成為首都，洛陽更隨著朝代更替，多次成為首都或東都，五代後遷至開封，直至北宋滅亡為止。南宋定杭州為行在，建康改為留都。
明朝在永樂帝后，將順天府（北京）及應天府（南京）皆立為首都，其中南京在明太祖時期為京師，永樂遷都後改以北京為京師，但南京仍做為留都，維持首都的地位。
- 西周
  - 宗周 镐京
  - 成周 雒邑

- 東周
  - 雒邑
  - 王城
- 燕国
  - 蓟
  - 下都
- 齐国
  - 临淄
  - 莒
  - 即墨
  - 高唐
  - 平陆

- 西汉
  - 京师 长安
  - 東都 洛阳

- 东汉
  - 京师 洛阳
  - 西京 长安
  - 南都 南阳

- 曹魏五都
  - 邺
  - 许昌
  - 洛阳
  - 谯
  - 长安

- 东吴
  - 建业
  - 武昌

- 北魏
  - 京师 洛阳
  - 北京 平城

- 隋朝
  - 京师 京兆郡（大兴城）
  - 东都 河南郡（洛阳城）
  - 江都 江都郡（扬州）

- 唐朝
  - 京都/西京/上都 京兆府（长安城）
  - 东都/神都河南府（洛阳城）
  - 北都/北京太原府
  - 西都/西京凤翔府
  - 南京成都府
  - 中都河中府
  - 南都江陵府

- 渤海国
  - 上京龙泉府
  - 东京龙原府
  - 中京显德府
  - 南京南海府
  - 西京鸭绿府

- 后梁
  - 东都开封府
  - 西都河南府

- 后唐
  - 东都河南府
  - 西都京兆府

- 后晋
  - 东京开封府
  - 西京河南府

- 后汉
  - 东京开封府
  - 西京河南府

- 后周
  - 东京开封府
  - 西京河南府

- 南唐
  - 东都江都府（扬州）
  - 西都江宁府（南京）
  - 南都隆兴府（南昌）

- 吴越
  - 西府　杭州
  - 东府　越州（绍兴）

- 北宋
  - 东京开封府
  - 西京河南府
  - 南京应天府
  - 北京大名府

- 南宋
  - 东都/留都建康府
  - 行在临安府

- 辽朝
  - 上京临潢府
  - 中京大定府
  - 东京辽阳府
  - 西京大同府
  - 南京幽都府/析津府

- 西夏
  - 东京兴庆府/中兴府
  - 西京西平府

- 金朝
  - 上京會寧府
  - 中都大兴府
  - 南京/东京辽阳府
  - 西京大同府
  - 北京临潢府/大定府
  - 南京开封府

- 元朝
  - 哈拉和林
  - 上都
  - 大都
  - 中都

- 明朝
  - 京师/南京应天府
  - 北京开封府
  - 行在/北京/京师顺天府
  - 中都中立府/凤阳府
  - 兴都承天府

- 清朝
  - 京师順天府
  - 盛京奉天府

## 現代的複都制

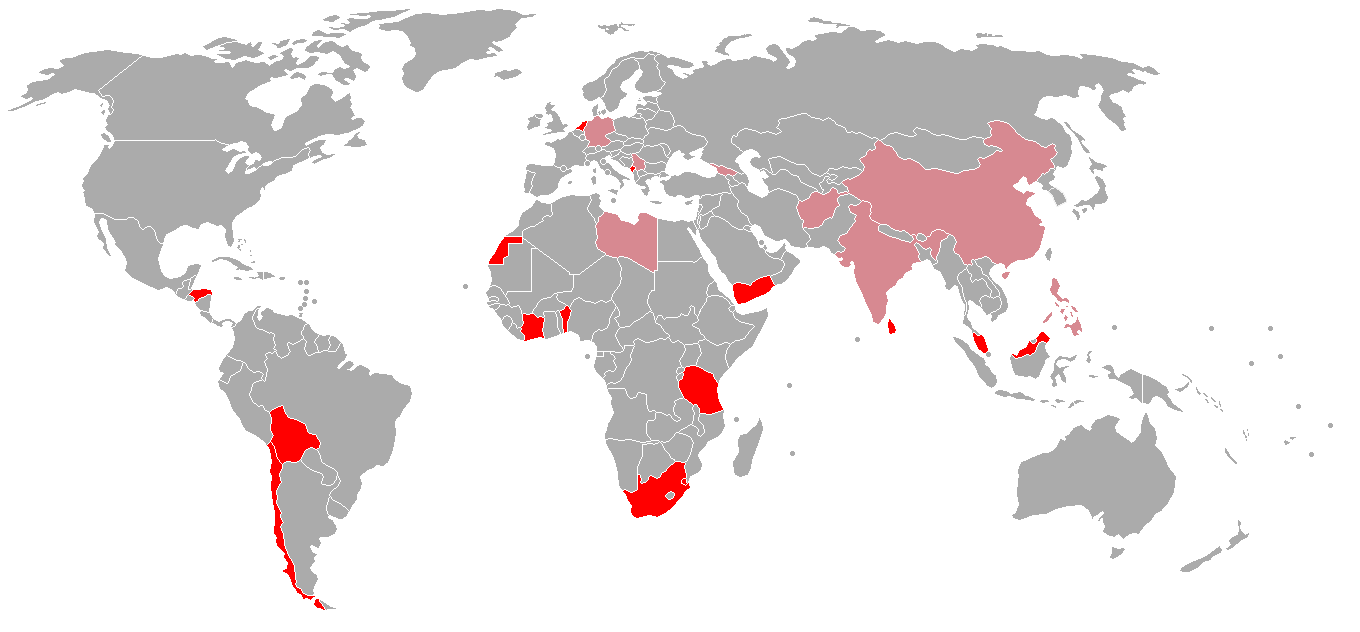
現存的多首都國家
曾經的多首都國家

现代部分國家擁有多個首都。在部分情況，一個城市是一個有特定用途的首都，有另一些城市是有其他用途的首都，不存在一個被視為最高的官方首都。
這裡也有情況當中存在一個法定首都，但有一個或多個其他城市是中央政府部分或全部職能的所在地。雖然這些情況技術上不是多首都，但情況是相近的。

### 現存的多首都國家
| 國家       | 首都                                       | 詳情                                                   |
| ---------- | ------------------------------------------ | ------------------------------------------------------ |
|            | 波多諾伏                                   | 法定首都；立法首都                                     |
| 科托努     | 實際上中央政府所在地；司法首都             |                                                        |
| 玻利维亚   | 蘇克雷                                     | 法定首都（憲法首都）；國家司法首都                     |
| 玻利维亚   | 拉巴斯                                     | 國家行政及立法首都                                     |
|            | 基特加                                     | 法定首都（憲法首都）                                   |
| 布琼布拉   | 法定经济首都                               |                                                        |
| 智利       | 聖地亞哥                                   | 法定首都；國家行政及司法首都                           |
| 智利       | 瓦爾帕萊索                                 | 國家立法首都                                           |
|            | 亚穆苏克罗                                 | 法定首都                                               |
| 阿比讓     | 實際上中央政府所在地                       |                                                        |
| 捷克       | 布拉格                                     | 法定首都，國家行政及立法首都                           |
| 捷克       | 布爾諾                                     | 國家司法首都                                           |
|            | 聖多明哥                                   | 法定首都，國家行政機關、立法機關及部分司法機關的所在地 |
| 西聖多明哥 | 最高法院和中央選舉局的所在地               |                                                        |
|            | 墨巴本                                     | 行政首都                                               |
| 洛班巴     | 立法首都及皇室所在地                       |                                                        |
|            | 特古西加而巴                               | 實際上首都，與科马亚圭拉構成中央區市，法定的憲法首都   |
| 科马亚圭拉 | 與特古西加爾巴構成中央區市，法定的憲法首都 |                                                        |
| 马来西亚   | 吉隆坡                                     | 法定首都及皇室所在地；國家立法首都                     |
| 马来西亚   | 布城                                       | 國家行政及司法首都                                     |
| 蒙特內哥羅 | 波德戈里察                                 | 法定首都                                               |
| 蒙特內哥羅 | 采蒂涅                                     | 黑山總統所在地                                         |
| 荷蘭       | 阿姆斯特丹                                 | 荷蘭憲法下的法定首都                                   |
| 荷蘭       | 海牙                                       | 中央政府所在地                                         |
| 南非       | 比勒陀利亞                                 | 行政首都                                               |
| 南非       | 開普敦                                     | 立法首都                                               |
| 南非       | 布隆方丹                                   | 司法首都                                               |
| 斯里蘭卡   | 斯里賈亞瓦德納普拉科特                     | 法定首都及國家立法首都                                 |
| 斯里蘭卡   | 科倫坡                                     | 實際上國家行政及司法首都                               |

### 其他國家
以色列定都於耶路撒冷，但是由於耶路撒冷的政治問題仍然未有最終定案，多數國家會把大使館設於特拉維夫。由1948年5月至12月，特拉維夫和耶路撒冷都是以色列實際聯合首都。巴勒斯坦同樣宣稱耶路撒冷為首都，但現時實際上國際承認巴勒斯坦政府所在地是拉姆安拉，而哈馬斯政府所在地是加沙。
在韩国，盧武鉉在任大韓民國總統期間制定行政中心城市計劃，將規劃興建新都市取代首爾，成為韓國實質上的行政首都，並於其後以朝鮮世宗命名，最终定名为世宗特別自治市。惟李明博接任總統後，因為計劃受到質疑而廢止，最终韩国實際上變更為雙首都模式。世宗市的行政建制正式成立後，总统府、大韓民國國會、大韓民國大法院等重要國家機關仍然駐於首爾，而其他36個政府機構則於2012年9月至2014年年底期間陸續播遷至此。預計於2030年世宗市人口可達50萬。
德國的首都是柏林，但最高司法機關（德國聯邦最高法院和德國聯邦憲法法院）均位於卡爾斯魯厄；此外，部分國家機關設於西德時代的首都波恩，使其有「聯邦市」的稱號。
洪都拉斯憲法說明特古西加爾巴和科馬亞圭拉都是國家的首都。不過，政府所有部門都位於特古西加爾巴。科馬亞圭拉現在是特古西加爾巴大都會區的一部分。
在秘魯，《秘魯憲法》聲稱庫斯科是“歷史首都”（西班牙語：Capital Histórica），這僅僅是一個象徵式的聲明，因為利馬依舊是國家政府所在地。
采蒂涅是歷史上、傳統上和第二的黑山首都。該城的地位獲得憲法的特別認可。雖然黑山總統的正式住處是位於該城，其餘的政府机构都位於波德戈里察。
馬尼拉是菲律賓正式首都，菲律賓政府的行政及政治中心廣泛分佈於馬尼拉大都會。馬拉坎南宮，政府的行政中心以及大理院大樓，國家的司法中心都位於馬尼拉本部，而立法部門位於都會區內的另外兩座城市，眾議院在奎松市而參議院則在帕賽市。
在南非，布隆方丹被視為實際司法首都，因為最高上訴法院位於當地。憲法法院位於約翰內斯堡，它在憲法問題上是更高級的上訴法院。

### 曾經的多首都國家
許多國家在任何特定時間僅擁有一個首都，但隨著時間的流逝，它們賦予了多於一個城市首都地位。
由於戰爭、天氣或分裂等各種原因，這些當前國家有兩個城市同時充當行政首都。在某些情況下，第二首都被視為臨時首都。
| 國家                 | 年份          | 首都                      | 詳情                                                                       |
| -------------------- | ------------- | ------------------------- | -------------------------------------------------------------------------- |
| 阿富汗               | 1776年—1818年 | 喀布爾                    | 夏都                                                                       |
| 阿富汗               | 1776年—1818年 | 白沙瓦                    | 秋都                                                                       |
| 中華民國             | 1937年—1945年 | 南京                      | 汪精衛政權的首都                                                           |
| 中華民國             | 1937年—1945年 | 重慶                      | 國民政府的臨時首都                                                         |
| 中華民國             | 1945年—1991年 | 南京                      | 行政、立法及司法首都（1949年後宣稱）                                       |
| 中華民國             | 1945年—1991年 | 臺北                      | 遷臺後國民政府的臨時首都                                                   |
|                      | 2012年—2018年 | 第比利斯                  | 法定及行政首都                                                             |
| 庫塔伊西             | 2012年—2018年 | 國會所在地                |                                                                            |
| 德国A                | 1990年—1999年 | 柏林                      | 法定首都，两德统一前为东德法定首都（实际上行政首都仅限柏林东部，即东柏林） |
| 德国A                | 1990年—1999年 | 波恩                      | 中央政府所在地，两德统一前为西德法定行政首都                               |
|                      | 1948年—1972年 | 平壤                      | 中央政府所在地                                                             |
| 漢城                 | 1948年—1972年 | 法定首都及憲法首都        |                                                                            |
| 英属印度             | 1858年—1947年 | 加爾各答（1858年—1911年） | 冬都                                                                       |
| 英属印度             | 1858年—1947年 | 德里（1911年—1947年）     | 冬都                                                                       |
| 英属印度             | 1858年—1947年 | 西姆拉                    | 夏都                                                                       |
| 老撾                 | 1947年—1975年 | 永珍                      | 行政首都                                                                   |
| 老撾                 | 1947年—1975年 | 琅勃拉邦                  | 王都                                                                       |
| 利比亞               | 1951年—1969年 | 的黎波里                  | 利比亞王國兩個法定首都之一                                                 |
| 利比亞               | 1951年—1969年 | 班加西                    | 利比亞王國兩個法定首都之一                                                 |
| 马拉维               | 1974年—1994年 | 利隆圭                    | 行政及司法首都                                                             |
| 马拉维               | 1974年—1994年 | 松巴                      | 立法首都                                                                   |
| 菲律賓               | 1948年—1976年 | 奎松市                    | 法定首都                                                                   |
| 菲律賓               | 1948年—1976年 | 馬尼拉                    | 實際上中央政府所在地                                                       |
| 菲律賓               | 1901年—1976年 | 碧瑤                      | 夏都（仍有夏都之稱，但不再在政治使用）                                     |
| 塞爾維亞與蒙特內哥羅 | 2003年—2006年 | 貝爾格萊德                | 行政及立法首都                                                             |
| 塞爾維亞與蒙特內哥羅 | 2003年—2006年 | 波德戈里察                | 司法首都                                                                   |

^A  波恩曾經是西德首都。兩德統一使柏林成為統一德國的首都，九年後政府才遷到柏林。

## 引用文献
- 岸俊男 《日本古代宮都の研究》 岩波書店，1988年。
- 喜田貞吉 《喜田貞吉著作集5　都城の研究》 平凡社，1979年。
- 瀧川政次郎 《京制並に都城制の研究》法制史論叢第二冊，角川書店，1967年。
- 角田文衛 《ヨーロッパ古代史論考》 平凡社，1980年。
- 山田邦和 ＜福原京に関する都城史的考察＞《長岡京古文化論叢》2，三星出版，1992年。